# Salammbô (Mussorgski)
Salammbô ist eine unvollendete Oper in vier Akten von Modest Mussorgski, der neben der Komposition auch das  Libretto verfasste. Die Handlung basiert auf dem gleichnamigen Roman Salambo von Gustave Flaubert. Mussorgski unternahm mit Salammbô von 1863 bis 1866 unter dem Einfluss der Serow-Oper Judith seinen ersten Versuch, eine große Oper zu schaffen, stellte das Werk aber nur teilweise fertig. Teile der Komposition verwendete er in seiner späteren Oper Boris Godunow. Salammbô wurde von Zoltán Peskó erstmals komplett orchestriert und 1980 konzertant uraufgeführt.

## Handlung
Infolge der Niederlage Karthagos im Ersten Punischen Krieg kommt es zu einem Söldneraufstand. Karthago wird von libyschen Söldnern unter der Führung des Kriegers Mathô belagert, dem es gelingt, den heiligen Schleier (Zaïmph) der Stadt zu rauben. Der Schleier bedeckt sonst die Statue der Göttin Tanit in ihrem Tempel. Die Priesterin Salammbô, Tochter des karthagischen Feldherrn Hamilkar Barkas, macht sich in das Söldnerlager auf, um den Schleier zurückzuholen. Dort verführt sie Mathô, der nach einer Nacht mit Salammbô gefangen und hingerichtet wird.

## Aufnahmen
- Zoltán Peskó mit Chor & Orchester der RAI Milano: Mussorgsky / Pesko. Salammbo, 1980, CBS Masterworks 79253, LP. (Der Reviewer John B. Steane hob  in Gramophone Peskós Leistung der Wiederbelebung des Fragments hervor, die Darbietung sei ohne vorgegebene Partitur schwer einzuschätzen.[2])